# Fenossazina
La fenossazina è un composto eterociclico, la cui struttura consiste in un anello ossazinico fuso con due anelli benzenici. Si presenta come nucleo centrale di numerosi composti chimici naturali come la dactinomicina e nella cartina tornasole. Anche i coloranti blu Nilo e rosso Nilo sono basati su un nucleo di fenossazina.
I coloranti alla fenossazina erano un tempo ampiamente utilizzati per la tintura della seta, ma a causa della loro scarsa resistenza alla luce con il passare del tempo sono scomparsi dal mercato. Tuttavia, poiché sulle fibre acriliche la loro resistenza alla luce è significativamente migliore, questi coloranti hanno avuto una ripresa della produzione.